# Procambarus horsti
Procambarus horsti, known as the Big Blue Spring crayfish or Big Blue Spring cave crayfish, là một loài tôm sông trong họ Cambaridae. Nó là loài đặc hữu của subterranean springs in Jefferson County và Leon County, Florida.